# Horní Týnec
Horní Týnec je malá vesnice, část obce Třebušín v okrese Litoměřice. Nachází se asi 2,5 kilometru východně od Třebušína. V roce 2011 zde trvale žilo 36 obyvatel. 
Horní Týnec je také název katastrálního území o rozloze 2,63 km².

## Historie
První písemná zmínka o Týnci pochází z roku 1222 a rozlišení Dolního a Horního Týnce se v historických pramenech objevilo poprvé v roce 1390. Do husitských válek vesnice patřila chotěšovskému klášteru, vyšehradské kapitule a býčkovické komendě. Poté se dostala do majetku vlastníků litýšského panství a po zániku hradu byla spravována z Býčkovic. Od roku 1619 až do zrušení patrimoniální správy vesnice patřila k Zahořanům. Po třicetileté válce v ní podle berní ruly z roku 1654 stálo jedenáct obydlených (z toho čtyři selské) a čtyři pusté usedlosti.
Jádrem vesnice je náves, okolo které vznikla většina rozsáhlejších usedlostí, ale několik dalších stojí ve svahu jižně od návsi. Během druhé poloviny dvacátého století  část staveb zanikla, ale náves si přesto uchovala původní charakter.

## Obyvatelstvo
| | 1869 | 1880 | 1890 | 1900 | 1910 | 1921 | 1930 | 1950 | 1961 | 1970 | 1980 | 1991 | 2001 | 2011 |
| --- | ---- | ---- | ---- | ---- | ---- | ---- | ---- | ---- | ---- | ---- | ---- | ---- | ---- | ---- |
| Obyvatelé | 211  | 183  | 181  | 186  | 205  | 211  | 191  | 76   | 66   | 64   | 38   | 15   | 26   | 36   |
| Domy | 38   | 37   | 38   | 34   | 40   | 40   | 41   | 20   | .    | 16   | 12   | 11   | 13   | 16   |
| Tabulka zahrnuje údaje osady Zadní Nezly a počet domů z roku 1961 je zahrnut v domech místní části Kotelice. |      |      |      |      |      |      |      |      |      |      |      |      |      |      |

## Pamětihodnosti
Památkově chráněn je dům čp. 1 s bývalým hospodářským a obytným stavením (čp. 2). Dům byl postaven v roce 1831 a sloužil jako hostinec, zatímco v přízemí hospodářského křídla fungovala kovárna a v patře se bydlelo. Klasicistní fasádu domu člení slepé arkády a pásová bosáž, nad okny ji zdobí keramické panely a ve štítě se nachází štuky s motivy kovářského nářadí. Na západě náves uzavírá rozměrný dům čp. 23 s nízkým druhým polopatrem a fasádou členěnou eklektickým dekorem. Eklektickou fasádu má také o něco menší dům čp. 21 s různě tvarovanými okny ve štítu. Zástupcem nejmladší lidové architektury z první třetiny dvacátého století je dům čp. 19. Celkový ráz vesnice dotvářejí hospodářské budovy (stodoly a kůlny) s půdními nadezdívkami.
U silnice mezi Horním a Dolním Týncem stojí barokní socha svatého Jana Nepomuckého z roku 1759. Hranolový sokl, na kterém socha stojí, je zdoben volutami, na jeho čelní straně se nachází reliéf s výjevem ze života světce a na zadní straně nápis s datací. Samotná socha je v mírně podživotní velikosti v klasickém ikonografickém uspořádání.